# Albin Malmström
Knut Albin Eugen Malmström, född den 5 november 1889 i Katarina församling i Stockholm, död den 6 oktober 1954 i Stockholm, var en svensk kortfilmsregissör.
Malmström är begravd på Norra begravningsplatsen utanför Stockholm.

## Regi i urval
- 1926 – Sven Klingas levnadsöde